# Tamanskoje (Kaliningrad)
Tamanskoje (russisch Таманское, deutsch Springen, litauisch Springiai) ist ein Ort in der russischen Oblast Kaliningrad. Er gehört zur kommunalen Selbstverwaltungseinheit Stadtkreis Gussew im Rajon Gussew.

## Geographische Lage
Tamanskoje liegt acht Kilometer nordöstlich der Stadt Gussew (Gumbinnen) an der Regionalstraße 27A-025 (ex R508). Die nächste Bahnstation ist Gussew an der Bahnstrecke Kaliningrad–Tschernyschewskoje der einstigen Preußischen Ostbahn zur Weiterfahrt nach Moskau.

## Geschichte
Das seinerzeit Springey genannte kleine Dorf fand 1564 seine erste Erwähnung. Am 18. März 1874 wurde es  Amtsdorf und damit namensgebend für einen neu errichteten Amtsbezirk, der bis 1945 bestand und zum Kreis Gumbinnen im Regierungsbezirk Gumbinnen der preußischen Provinz Ostpreußen gehörte.
In Kriegsfolge kam Springen 1945 mit dem nördlichen Ostpreußen zur Sowjetunion. 1947 erhielt der Ort die russische Bezeichnung „Tamanskoje“ und wurde gleichzeitig dem Dorfsowjet Krasnogorski selski Sowet im Rajon Gussew zugeordnet. Von 2008 bis 2013 gehörte Tamanskoje zur Landgemeinde Kubanowskoje selskoje posselenije und seither zum Stadtkreis Gussew.

### Einwohnerentwicklung
| Jahr | Einwohner |
| ---- | --------- |
| 1910 | 251       |
| 1933 | 203       |
| 1939 | 206       |
| 2002 | 62        |
| 2010 | 61        |

### Amtsbezirk Springen (1874–1945)
Zum Amtsbezirk Springen gehörten anfangs zehn, am Ende nur noch sechs Gemeinden:
| Name                                    | Änderungsname 1938 bis 1946 | Russischer Name | Bemerkungen                                           |
| --------------------------------------- | --------------------------- | --------------- | ----------------------------------------------------- |
| Antszirgessern 1936–38: Antschirgessern | Seewiese                    | Lichatschowo    |                                                       |
| Austinlauken                            |                             |                 | Nach 1910 in die Landgemeinde Worupönen eingegliedert |
| Blecken                                 |                             | Judino          |                                                       |
| Bumbeln                                 |                             | Iljino          |                                                       |
| Discherlauken                           |                             |                 | Vor 1900 nach Antszirgessern eingegliedert            |
| Klein Kannapinnen                       | Kleinblecken                | Sewerny         | 1928 nach Blecken eingegliedert                       |
| Lenglauken                              | Pommerfelde                 | Afanassjewo     | 1939 nach Blecken eingegliedert                       |
| Martischen                              | Martinshof                  | Krasnogorskoje  |                                                       |
| Springen                                |                             | Tamanskoje      |                                                       |
| Worupönen                               | Roseneck                    | Studjonowka     |                                                       |

Am 1. Januar 1945 bildeten noch die Gemeinden Blecken, Bumbeln, Martinshof, Roseneck, Seewiese und Springen den Amtsbezirk Springen.

## Kirche
Mehrheitlich war die Bevölkerung Springens vor 1945 evangelischer Konfession. Das Dorf gehörte zum Kirchspiel der Kirche Niebudszen (1936 bis 1938: Niebudschen, 1938 bis 1946: Herzogskirch, heute russisch: Krasnogorskoje) im Kirchenkreis Gumbinnen innerhalb der Kirchenprovinz Ostpreußen der Kirche der Altpreußischen Union.
Heute liegt Tamanskoje im Einzugsgebiet der in den 1990er Jahren neu entstandenen evangelisch-lutherischen Gemeinde der Salzburger Kirche in Gussew (Gumbinnen). Sie ist Teil der Propstei Kaliningrad (Königsberg) der Evangelisch-lutherischen Kirche Europäisches Russland.